# Pecuniam magnam bono modo invenire
«Pecuniam magnam bono modo invenire» è una locuzione latina che tradotta letteralmente significa: "diventare ricco con mezzi onesti".
La frase, riportata da Plinio il Vecchio, è contenuta nella laudatio funebris di Lucio Cecilio Metello pronunciata dal figlio Quinto, dove si elencavano i beni massimi a cui ogni bonus civis, ovvero ogni buon cittadino romano deve tendere:
(Plinio il Vecchio, Naturalis historia, Libro VII, 139-140)